# L'attacco del mutante
L'attacco del mutante (Attack of the Mutant) è la venticinquesima storia della serie horror per ragazzi Piccoli brividi, scritta da R. L. Stine.

## Trama
Bradley Matthews, chiamato da tutti Skipper, è un dodicenne appassionato di fumetti, interesse disapprovato dagli adulti che ha intorno. Il suo fumetto preferito è la serie de Il Mutante Mascherato, un supercattivo in grado di trasformarsi in qualsiasi cosa purché sia solida, che riesce sempre a sfuggire alla squadra dei Forti e Giusti, un gruppo di supereroi capeggiato da Scheggia Billy, l'eroe più veloce dell'universo.
Un giorno, mentre si sta recando dal dentista a bordo di un autobus, Skipper incontra una ragazzina dai capelli rossi di nome Libby Zacks, con cui inizia una conversazione riguardo ai fumetti; distratto da ciò, il ragazzo scende alla fermata sbagliata e si ritrova davanti ad una bizzarra costruzione, simile a un enorme idrante rosa, che è identica in tutto e per tutto al rifugio del Mutante Mascherato, che ha visto nell'ultimo numero. Decide però di non entrarvi, poiché è in ritardo all'appuntamento dal dentista. Il suo migliore amico, Wilson Clark, gli dice poi che probabilmente il disegnatore del fumetto, Jimmy Starenko, aveva semplicemente usato quel brutto edificio come ispirazione per la creazione del rifugio del Mutante Mascherato.
Qualche giorno dopo Skipper si reca al misterioso edificio per indagare meglio, ma scopre che esso è scomparso. Incontra ancora anche Libby, che inizia a prenderlo in giro per la sua ossessione. Sul nuovo numero de Il Mutante Mascherato, il cattivo dice però che ora ha reso invisibile la sua base con la Cortina Alfazeta. Skipper torna ancora sul posto, convincendo Libby a seguirlo, e scopre che effettivamente l'edificio c’è ancora, nascosto da una cortina invisibile. Non appena i due entrano, Skipper viene investito da un misterioso raggio di luce gialla. L'edificio è strano e inquietante e sembra essere disabitato. Mentre lo esplorano, i due finiscono nei sotterranei, dove Skipper trova un'enorme macchina da stampa e bozze di fumetti e pensa di essere finito nella sede della Collectable Comics, la casa editrice de Il Mutante Mascherato, ma scopre anche dei disegni di un ragazzo che sembra proprio lui. Libby però ha nel frattempo trovato una via per uscire e lo convince ad andarsene.
Sul nuovo numero del fumetto, intitolato “Un Nuovo Nemico Per il Mutante Mascherato”, Skipper vede un ragazzo uguale a lui intrufolarsi nella base del Mutante. Scopre anche che il Mutante Mascherato tiene prigioniero nella sua base Scheggia Billy, in quale afferma che "solo il ragazzo può salvarlo". Skipper torna allora alla base del mutante per aiutarlo, riesce a trovare il supereroe prigioniero e a liberarlo. I due si recano poi nel centro operativo del Mutante, dove incontrano finalmente il supercattivo. Scheggia Billy attacca il mutante, che però lo sconfigge facilmente facendolo inciampare e trasformandosi in un leopardo. Scheggia Billy scappa lasciando Skipper da solo ad affrontarlo. Il Mutante sta mettendo alle strette Skipper, quando Libby entra nella stanza brandendo una pistola giocattolo, affermando che è uno scioglimolecole. Spara al Mutante e questo, con sorpresa di Skipper, si disintegra. Subito dopo però, scopre che Libby non è altro che il Mutante Mascherato che aveva preso la forma di una ragazzina della sua età e che quello che è appena morto era il suo aiutante Molecola Man. Gli rivela anche che il raggio di luce gialla che lo aveva colpito era un analizzatore, che lo aveva trasformato in un personaggio dei fumetti. A quel punto Skipper finge di essere a sua volta un supereroe, Elastic Boy, dicendo al Mutante che l'unico modo per sconfiggerlo è utilizzare dell'acido. Il Mutante, scioccamente, si trasforma in acido e muore, poiché non può trasformarsi in qualcosa di liquido.
Tornato a casa, Skipper accetta di mangiare un po' di torta con la sorella Mitzi, ma si provoca un taglio sulla mano col coltello, dal quale, incredibilmente, anziché sangue fuoriesce un liquido blu, giallo, rosso e nero: ciò dimostra che Skipper è davvero diventato un supereroe dei fumetti. Corre allora a leggere il numero successivo del fumetto, certo che le sue avventure non siano finite.

## Trasposizione televisiva
Di questo libro è stata fatta una trasposizione televisiva nella seconda stagione della serie TV Piccoli brividi. Nella trasposizione Gazzella Galoppante è interpretato da Adam West.

## Edizioni

### Edizioni in italiano
- R. L. Stine, L'attacco del mutante, traduzione di Chiara Belliti, collana Piccoli brividi, Arnoldo Mondadori Editore, 1995,  p. 155, ISBN 88-04-38779-3.